# Yallo (Burkina Faso)
Pour les articles homonymes, voir Yallo.
Yallo est une commune située dans le département de Bomborokuy de la province de Kossi au Burkina Faso.

## Géographie
La commune est traversée par la route nationale 14.